# Конкорд (Північна Кароліна)
Конкорд (англ. Concord) — місто (англ. city) в США, адміністративний центр і найбільше місто округу Каберрус штату Північна Кароліна. Населення — 105 240 осіб (2020). За чисельністю населення, Конкорд є другим за величиною містом в агломерації Шарлотт та дванадцятим за величиною містом у Північній Кароліні.

## Географія
Конкорд розташований за координатами 35°23′31″ пн. ш. 80°38′8″ зх. д. / 35.39194° пн. ш. 80.63556° зх. д. (35.392048, -80.635543).  За даними Бюро перепису населення США в 2010 році місто мало площу 156,18 км², з яких 156,09 км² — суходіл та 0,09 км² — водойми.

## Демографія
Згідно з переписом 2010 року, у місті мешкало 79 066 осіб у 29 137 домогосподарствах у складі 20 677 родин. Густота населення становила 506 осіб/км².  Було 32130 помешкань (206/км²).
Расовий склад населення:
| - 70,4 % — білих - 17,8 % — чорних або афроамериканців - 2,6 % — азіатів - 0,3 % — корінних американців - 0,1 % — вихідців з тихоокеанських островів - 6,4 % — осіб інших рас |

До двох чи більше рас належало 2,3 %. Частка іспаномовних становила 12,3 % від усіх жителів.
За віковим діапазоном населення розподілялося таким чином: 28,4 % — особи молодші 18 років, 61,0 % — особи у віці 18—64 років, 10,6 % — особи у віці 65 років та старші. Медіана віку мешканця становила 34,9 року. На 100 осіб жіночої статі у місті припадало 93,1 чоловіків;  на 100 жінок у віці від 18 років та старших — 89,2 чоловіків також старших 18 років.
Середній дохід на одне домашнє господарство  становив 71 790 доларів США (медіана — 53 587), а середній дохід на одну сім'ю — 82 600 доларів (медіана — 67 348). Медіана доходів становила 49 446 доларів для чоловіків та 40 408 доларів для жінок. За межею бідності перебувало 12,8 % осіб, у тому числі 16,6 % дітей у віці до 18 років та 7,7 % осіб у віці 65 років та старших.
Цивільне працевлаштоване населення становило 39 472 особи. Основні галузі зайнятості: освіта, охорона здоров'я та соціальна допомога — 21,1 %, роздрібна торгівля — 12,1 %, фінанси, страхування та нерухомість — 11,2 %, мистецтво, розваги та відпочинок — 10,3 %.

## Місто-побратим
- Кілларні, Ірландія[9]

## Галерея

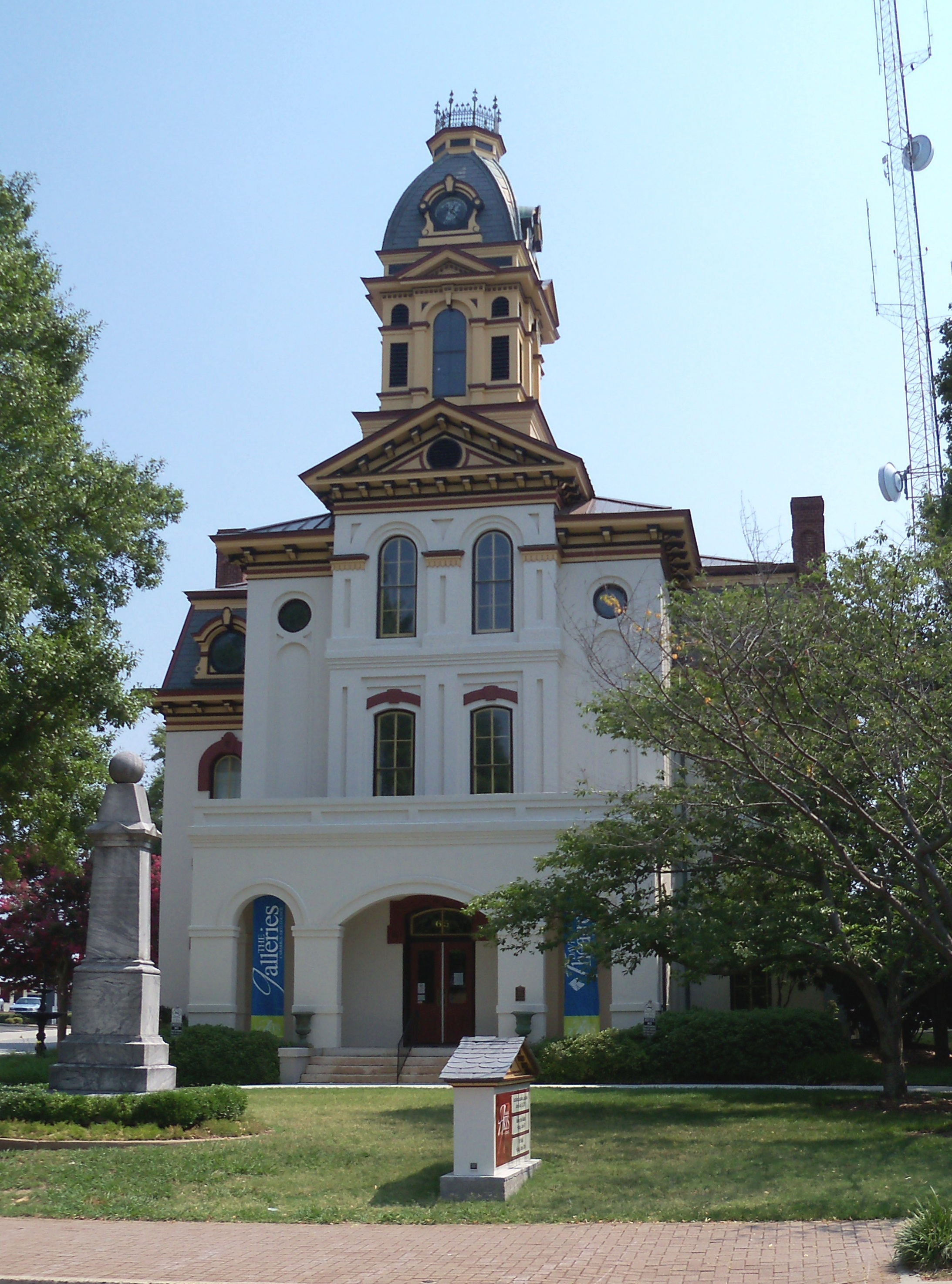
Історична будівля суду в центрі міста
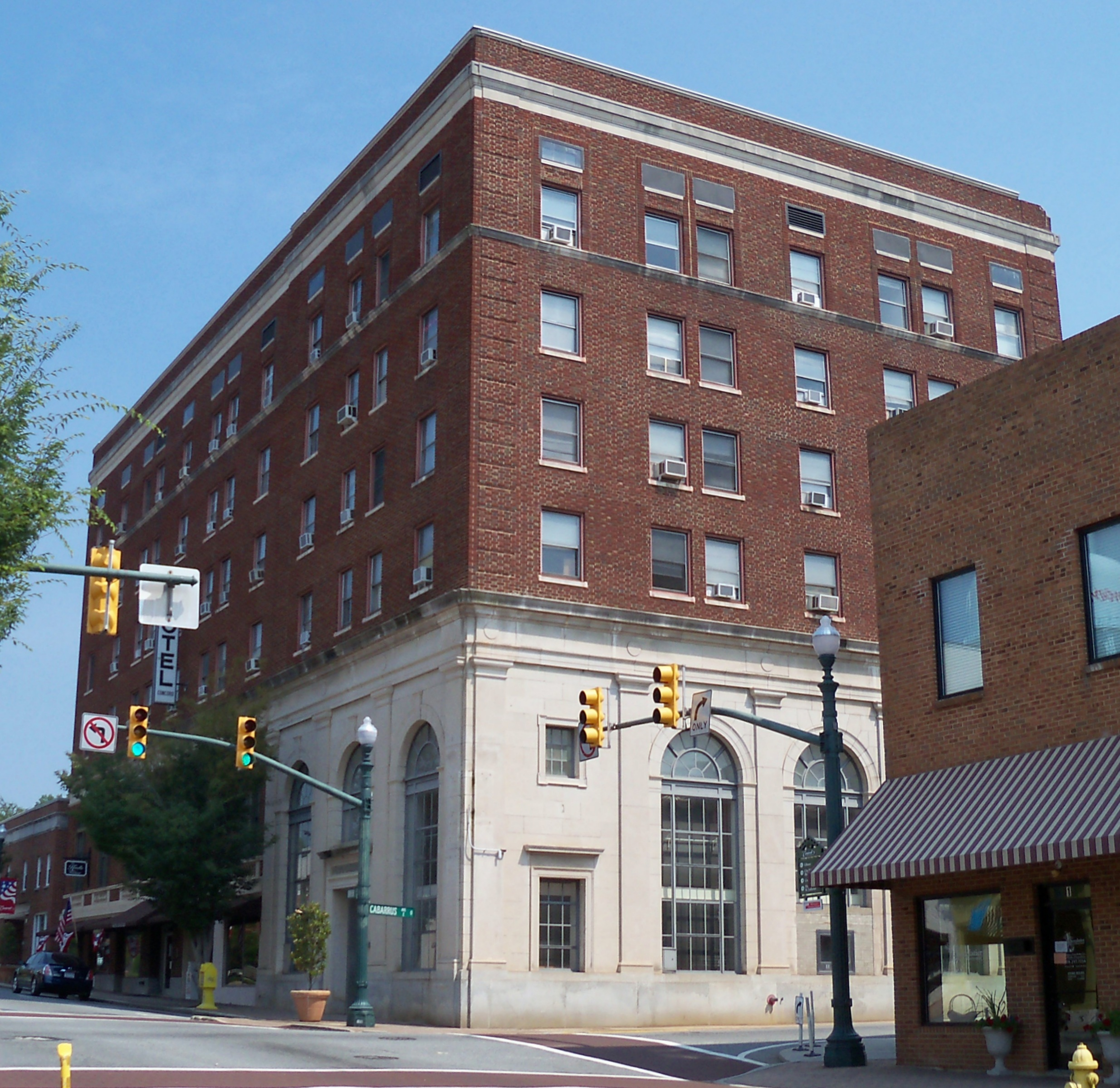
Старий готель, розташований в центрі міста
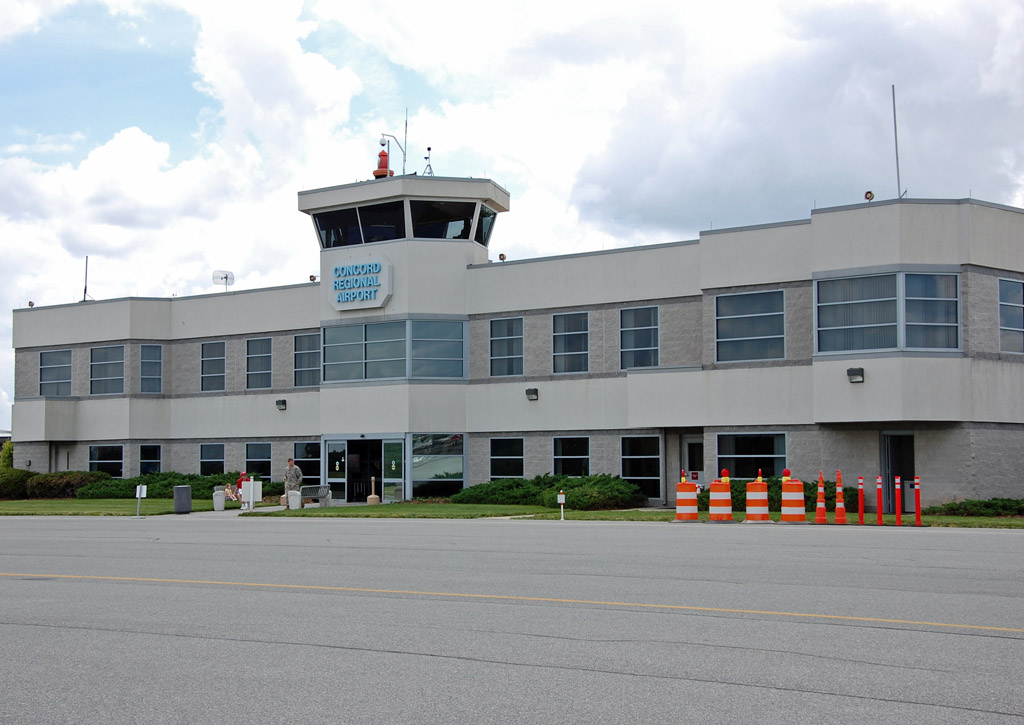
Конкордський регіональний аеропорт
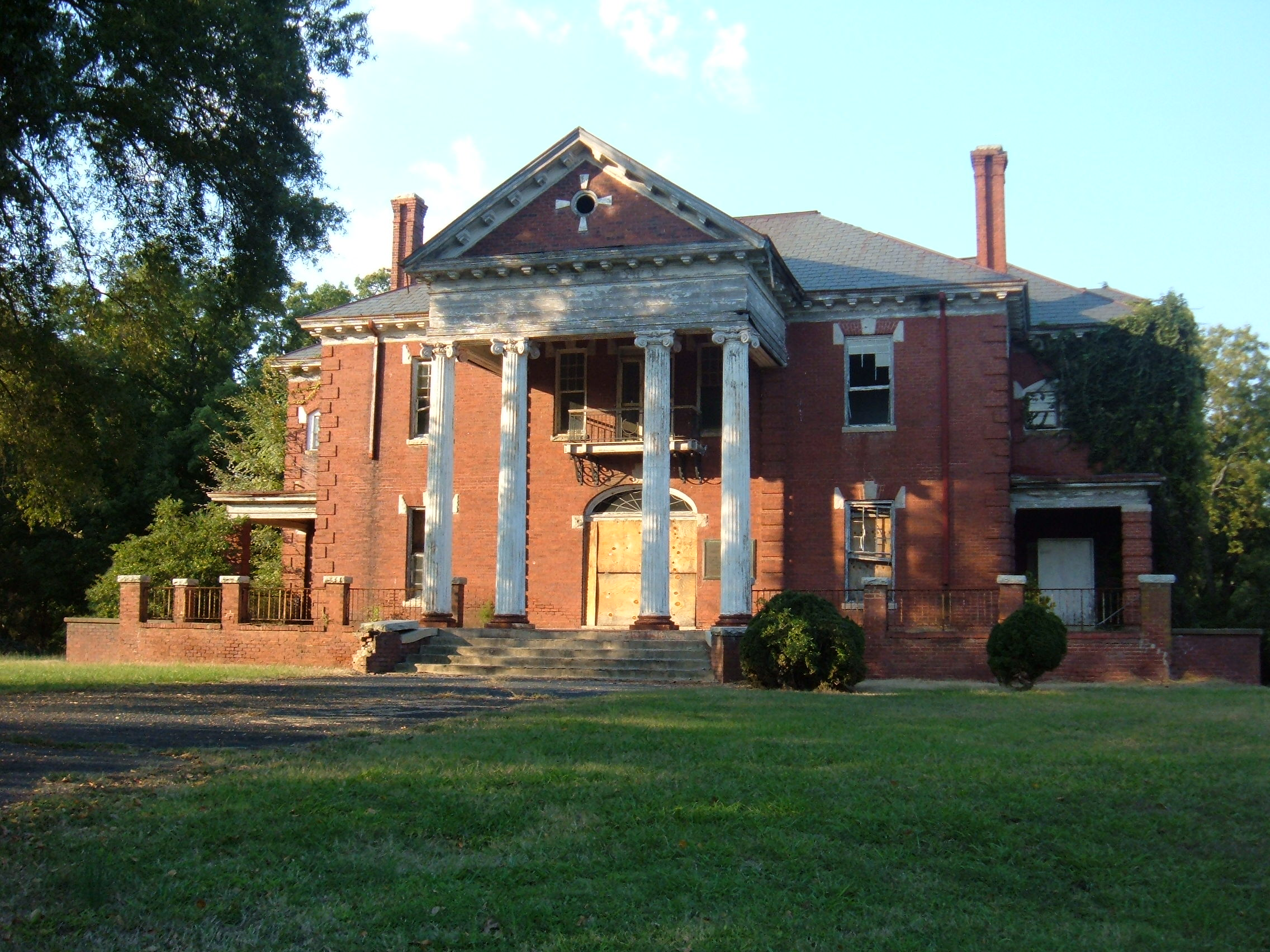
Історичний гарматний будинок